# Marcus Hilpert
Marcus Hilpert (* 1. Juli 1971 in Delhi, Indien) ist ein ehemaliger deutsch-niederländischer Tennisspieler.

## Leben
Marcus Hilpert ist Sohn einer Khasi-Mutter und eines deutschen Diplomaten. Seine Kindheit verbrachte er unter anderem in Indonesien, Sri Lanka und dem Sudan. Da er nur die deutsche Staatsangehörigkeit besaß, konnte er nicht für Indien antreten.
Er studierte von 1990 bis 1994 an der University of Arkansas, wo er im College Tennis der beste Spieler seiner Hochschule wurde. 1994 erreichte er als erster Spieler der Uni das Halbfinale im Einzel der NCAA Division I Tennis Championships. Darüber hinaus erzielte er einige Rekorde wie die beste Bilanz in einer Saison (47:4 in der Saison 93/94) und die beste End-Platzierung im ITA-Ranking (Rang 5) jeweils für seine Hochschule. 1994 wurde er All-American im Einzel und Doppel.

## Karriere
Neben dem Studium spielte Hilpert erste Tennisturniere bei den Profis. Erstmals in die höheren Ränge konnte Hilpert 1994 nach seinem Studium, als er sein erstes Satellite-Turnier gewann und erstmals in den Top 700 der Weltrangliste stand. Das beste Jahr im Einzel wurde 1996, als er den zweiten Satellite-Titel gewann und auf der höherdotierten ATP Challenger Tour das einzige Mal seiner Karriere – in Peking – ein Viertelfinale erreichte. Er stand in diesem Jahr mit Rang 343 auf seinem Karrierehoch im Einzel. 1996 und 1997 erfolgten die einzigen Auftritte auf der ATP Tour jeweils über die erfolgreiche Qualifikation. Gegen Reed Cordish verbuchte er einzigen Karrieresieg auf dieser Ebene, bevor Rainer Schüttler ihn 1997 in der zweiten Runde schlug.
Im Doppel erzielte Hilpert größere Erfolge. Bis 1997 war er bei drei Satellite-Turnieren erfolgreich, die ihn in die Top 300 führten und ihm die regelmäßige Teilnahme an Challengers ermöglichte. Schon 1996 auf den Azoren gewann er mit Christian Saceanu seinen ersten Challenger-Titel. Neben etlichen verlorenen Finalteilnahmen kamen 1999 die Titel in Newcastle und Edinburgh hinzu. Auf der höchsten Turnierebene, der ATP Tour stand Hilpert zwar 13 Mal im Hauptfeld, aber nur viermal überstand er die Auftakthürde. In der zweiten Runde verlor er stets. Nach drei Turniersiegen auf der neu gegründeten ITF Future Tour von 1998 bis 1999 wurde Platz 141 im Jahr 2000 die beste Platzierung im Doppel.
Das Jahr 2002 war das letzte in dem Hilpert regelmäßig Turniere der Profis spielte.
Marcus Hilpert kehrte 2007 zum Tennissport auf die ITF Senior Tour zurück, wo er zunächst in der Kategorie 35+ spielte. Ab 2011 trat er unter niederländischer Flagge an. In den Kategorien 40+ und 45+ beendete er 2012 sowie 2019 jeweils ein Jahr auf Rang 9 der Rangliste. Mit gerade 50 Jahren wurde er im September 2021 Weltmeister in der Kategorie 50+ in allen drei Kategorien Einzel, Doppel und Mixed, womit er die Spitze der Weltrangliste übernahm. Zuvor hatte er von 2016 bis 2019 vier Jahre in Folge die Ü45-Weltmeisterschaft gewonnen, sechsmal im Doppel und drei im Mixed-Doppel war er in verschiedenen Altersklassen ebenfalls Weltmeister. In Summe gewann er 16 Weltmeistertitel bei den Senioren.
Hilpert ist Trainer eines lokalen Teams in den Niederlanden.

## Erfolge
| Legende (Anzahl der Siege) |
| Grand Slam                 |
| ATP Finals                 |
| ATP Tour Masters 1000      |
| ATP Tour 500               |
| ATP Tour 250               |
| ATP Challenger Tour (3)    |

### Doppel

#### Turniersiege
| Nr. | Datum             | Turnier   | Belag     | Partner           | Finalgegner                      | Ergebnis      |
| --- | ----------------- | --------- | --------- | ----------------- | -------------------------------- | ------------- |
| 1.  | 8. September 1996 | Azoren    | Hartplatz | Christian Saceanu | Jamie Delgado Charlie Singer     | 6:7, 6:2, 6:4 |
| 2.  | 25. Juli 1999     | Newcastle | Sand      | Vaughan Snyman    | Hugo Armando Cédric Kauffmann    | 7:5, 7:6      |
| 3.  | 1. August 1999    | Edinburgh | Sand      | Vaughan Snyman    | Marcos Roy Girardi Attila Sávolt | 6:1, 7:6      |